# Бизимунгу, Огюстен
Огюстен Бизимунгу (фр. Augustin Bizimungu, 28 августа 1952) — руандийский политический и военный деятель, бывший генерал вооружённых сил Руанды. В 1994 году он короткое время служил начальником штаба армии. Занимался подготовкой солдат и ополченцев, проводивших геноцид в Руанде. Этнический хуту.

## Биография
Огюстен Бизимунгу родился в префектуре Бьюмба (ныне в Северной провинции Руанды).
Бизимунгу имел звание подполковника в Вооружённых силах Руанды до 6 апреля 1994 года. В тот день, после смерти начальника штаба армии Дэограсьи Нсабиманы (фр. Déogratias Nsabimana) в авиакатастрофе вместе с президентом Жювеналем Хабиариманой, Бизимунгу был повышен до генерал-майора и назначен командующим войсками.
12 апреля 2002 года Международный трибунал по Руанде выдал ордер на арест Бизимунгу, который работал на тот момент с повстанческим движением УНИТА, в Анголе. В августе 2002 года он был арестован правительством Анголы и доставлен в расположение трибунала ООН в Танзании.
Судебное разбирательство было отложено до сентября 2008 года, после чего Бизимунгу был осуждён вместе с другими офицерами ВС Руанды: Огюстеном Ндиндилийиманой (фр. Augustin Ndindiliyimana; начальник штаба Национальной жандармерии), Франсуа-Ксавье Нзувонемейе (фр. François-Xavier Nzuwonemeye; командир разведывательного батальона руандийской армии) и Инносеном Сагахуту (фр. Innocent Sagahutu; заместитель командира разведывательного батальона руандийской армии). 17 мая 2011 года Бизимунгу был приговорён к тридцати годам тюрьмы за участие в геноциде.

## Интересные факты
- В фильме «Отель „Руанда“» Бизимунгу играет Фана Мокоэна[7].